# Montpellier HSC
Montpellier Hérault Sport Club (često nazivan Montpellier HSC ili jednostavnije Montpellier) je francuski nogometni klub iz istoimenog grada, Montpelliera. Klub je osnovan 1919. godine i trenutno se natječe u Ligue 2. Svoje domaće utakmice Montpellier igra na Stade de la Mosson koji se nalazi u gradu. 
Montpellier je osnovan pod imenom Stade Olympique Montpelliérain (SO Montpellier) i kao takav je igrao većinu svog postojanja. Godine 1989. godine, nakon što je nastupao pod nekoliko različitih imena, klub je ponovno promijenio naziv koji nosi danas. Montpellier je jedan od klubova osnivača prve francuske nogometne lige. Uz Marseille, Rennes, Sochaux i Nicu, Montpellier je jedan od rijetkih klubova koji su zaigrali u prvoj sezoni Ligue 1 1932./33., a koji igra u njoj i danas. Najveći uspjesi kluba su osvajanje Francuskog prvenstva 2012. godine te Francuskog kupa 1929. i 1990. godine. Klub je također osvojio i UEFA Intertoto kup 1999. godine te Coupe d'été 1992. godine od kojih je potonji preteća današnjeg francuskog liga kupa. 
Vlasnik kluba je Louis Nicollin, francuski poduzetnik i na tom je mjestu od 1974. godine. Za klub je kroz povijest igralo nekoliko poznatih nogometaša, među ostalima i Laurent Blanc, trenutni izbornik francuske nogometne reprezentacije. Blanc je također i vodeći klupski strijelac. Eric Cantona, Roger Milla i Carlos Valderrama su također u svojoj karijeri nosili dresove Montpelliera. Godine 2001. osnovana je ženska nogometna momčad Montpelliera. 

## Povijest kluba
- 1919. - klub je osnovan kao Stade Olympique de Montpellier (SO Montpellier)
- 1919. - klub se spaja s La Vie au Grand Air
- 1927. - dolazi do preimenovanja kluba u Sports Olympiques Montpellierains
- 1932. - Sports Olympiques Montpellierains postaje profesionalan
- 1937. - opet se uzima originalni naziv kluba - Stade Olympique de Montpellier (SO Montpellier)
- 1969. - Montpellier gubi status profesionalnog kluba
- 1970. - klub preuzima le Sport-Club te se preimenuje u Montpellier-Littoral Sport Club
- 1974. - klub se spaja s AS Paillade te je preimenovan u Montpellier La Paillade Sport Club. U studenome iste godine u klub dolazi Louis Nicollin te ga preuzima i postaje njegov vlasnik. Ta godina smatra se i godinom ponovnog osnutka kluba.
- 1978. - nakon devet godina Montpellier opet postaje profesionalan klub
- 1989. - klub je preimenovan u Montpellier-Hérault Sport Club (Montpellier HSC)
- 2009. - Montpellier HSC se ponovo plasira u prvu ligu
- 2012. - Prvaci Francuske u ligi koja je bila odlučena u zadnjem kolu.

## Klupski uspjesi

### Domaći uspjesi
- Francuski prvaci: 2011./12.
- Prvaci francuske druge lige: 1946., 1961., 1987.
- Vice-prvaci francuske druge lige: 1952., 1981., 2009.
- Prvaci Champion DH Sud-Est: 1928., 1932., 1976.
- Pobjednici Coupe de France: 1929., 1990.
- Pobjednici Coupe de la Ligue: 1992.
- Finalisti Coupe de France: 1931., 1994.

### Europski uspjesi
- Pobjednici Intertoto kupa: 1999.

## Poznati igrači
| - William Ayache - Pascal Baills - Bruno Bellone - Laurent Blanc - Gérard Buscher - Éric Cantona - Ludovic Clément - Fleury Di Nallo - Fabrice Divert - Patrice Garande - Olivier Giroud - Xavier Gravelaine - Vincent Guérin - Pierre Laigle - Jean-François Larios - Thierry Laurey - Jean-Claude Lemoult - Patrice Loko - Christian Lopez - Toifilou Maoulida - Bruno Martini - Michel Mézy - Nicolas Ouédec - Stéphane Paille - Gérald Passi - Reynald Pedros - Christian Perez |  | - William Prunier - Bertrand Robert - Laurent Robert - Albert Rust - Christian Sarramagna - Franck Sauzée - Franck Silvestre - Jacques Vergnes - Daniel Xuereb - Malek Aït-Alia - Omar Belbey - Kader Ferhaoui - Ahmed Reda Madouni - Abdelnasser Ouadah - José Luis Villareal - Michel Der Zakarian - Laurent D'Jaffo - Emir Spahić - Nikolaj Todorov - Habib Bamogo - Abdoulaye Cissé - Fodé Mansaré - Aljoša Asanović - Alexandre Khadivi - Nozomi Hiroyama - Branislav Sekulić - Nenad Stojković |  | - Thierry Gathuessi - Marcel Mahouvé - Valéry Mézague - Roger Milla - Alexis N'Gambi - Bill Tchato - Víctor Bonilla - Carlos Valderrama - László Kiss - András Törőcsik - Mehdi Taouil - Wilbert Suvrijn - Georges Ba - Ibrahima Bakayoko - Gérard Gnanhouan - Marc-Éric Gueï - Roman Kosecki - Jacek Ziober - Souleymane Camara - Aliou Cissé - Lamine Sakho - Nenad Džodić - Nenad Jestrović - Robert Malm - Jamel Saihi |

- Ludovic Clément nastupao je kao državljanin francuskog departmana Martinique
- Toifilou Maoulida nastupao je kao državljanin francuskog departmana Mayotte
- Bertrand Robert nastupao je kao državljanin francuskog departmana Réunion

## Treneri kluba kroz povijest
| - Joseph Azema 1938. – 1939. - Georges Kramer 1946. – 1948. - Georges Winckelmans 1948. – 1950. - Istvan Zavadsky 1950. – 1951. - Joszef Pepi Humpal 1951. – 1952. - Luis Cazorro 1952. – 1953. - Julien Darui 1953. – 1954. - Marcel Tomazover 1954. – 1956. - Istvan Zavadsky 1956. – 1958. - Hervé Mirouze 1958. – 1963. - Louis Favre 1963. – 1968. - Roger Rolhion 1968. – 1969. - Marian Borowski 1969. – 1970. - Hervé Mirouze 1970. – 1974. - André Cristol 1974. – 1976. - Louis Favre 1976. - Robert Nouzaret 1976. – 1980. - Kader Firoud Jacques Bonnet 1980. - siječanj 1982. - Jacques Bonnet siječanj 1982. – 1983. |  | - Robert Nouzaret 1983. – 1985. - Michel Mézy 1985. – 1987. - Pierre Mosca 1987. – 1989. - Aimé Jacquet 1989. - veljača 1990. - Michel Mézy veljača 1990. - lipanj 1990. - Henryk Kasperczak lipanj 1990. – 1992. - Gérard Gili Jean-Louis Gasset 1992. - studeni 1994. - Michel Mézy studeni 1994. – 1998. - Jean-Louis Gasset 1998. - studeni 1999. - Michel Mézy studeni 1999. - studeni 2002. - Gérard Bernardet studeni 2002. - veljača 2004. - Robert Nouzaret veljača 2004. - rujan 2004. - Jean-François Domergue studeni 2004. - travanj 2007. - Rolland Courbis travanj 2007. - lipanj 2009. - Rene Girard lipanj 2009. - lipanj 2013. - Jean Fernandez lipanj 2013. - prosinac 2013. - Rolland Courbis prosinac 2013. - prosinac 2015. - Pascal Baills prosinac 2015. - siječanj 2016. - Frédéric Hantz siječanj 2016. - siječanj 2017. |

## Vanjske poveznice
- Službene stranice kluba